# Personifikation
Personifikation betecknar ett ting eller ett abstrakt begrepp framställt som en person. Det är en relativt ung företeelse, som blev vanlig först under senantiken.
På romerska mynt från kejsartiden framställs begrepp som spes ("hopp"), salus ("välgång"), concordia ("endräkt") och fides ("trohet"), till formen liknande kvinnliga gudagestalter.
I den kristna konsten har dygder och laster personifierats sedan medeltiden och blev särskilt vanliga under renässansen och barocken, då till exempel tron, hoppet och kärleken framställs som tre kvinnor med olika attribut.